# Лоуренс Салліван Росс
Лоуренс Салліван Росс (англ. Lawrence Sullivan Ross; 27 вересня 1838, Бентонспорт, Територія Айова — 3 січня 1898 округ Бразос, Техас) — американський політик, генерал армії КША під час Громадянської війни, 19-ий губернатор Техасу, президент Сільськогосподарського і механічного коледжу Техасу.
Росс виріс у Республіці Техас, велика частина його дитинства пройшла на кордоні з Мексикою, де його предки були одними з засновників міста Вейко. Після школи він вчився у Бейлорському університеті в Індепенденсі (Техас) і Весліанському університеті у Флоренсі (Алабама) Якось під час літніх канікул взяв участь у битві з команчами, де був важко поранений. Закінчивши освіту, Росс вступив в ряди техаських рейнджерів і в 1860 році відзначився у битві біля річки Піз, де «врятував» Синтію Паркер, захоплену команчами ще дитиною.
Коли Техас став частиною КША, Росс приєднався до армії конфедератів. Він взяв участь у 135 битвах і став одним із самих молодих генералів конфедерації. Після Громадянської війни Росс нетривалий час служив шерифом округу Мак-Леннан і, вийшовши у відставку в 1875 році, був обраний делегатом конституційного конвенту Техасу. За винятком двох років, коли він був сенатором штату, Росс наступне десятиліття провів на своєму ранчо. У 1887 році він був обраний 19-м губернатором Техасу. За два терміни, проведених на цьому посту, Росс ініціював будівництво нового Капітолія Техасу, припинив «війну сойок і дятлів».
Незважаючи на популярність, Росс відмовився балотуватися на третій губернаторський термін. Через кілька днів після звільнення з посади він став президентом Сільськогосподарського і механічного коледжу Техасу (нині Техаського університету A&M). Россу приписують порятунок коледжу від закриття, при ньому було побудовано багато нових будинків і народилися багато університетські традиції. Після смерті Росса легіслатура Техасу ініціювала створення Педагогічного коледжу, названого його ім'ям.

## Біографія

### Ранні роки
Лоуренс Салліван Росс народився 27 вересня 1838 року в місті Бентонспорт, Територія Айова. Він був четвертою дитиною і другим за рахунком сином у родині Шеплі Прінса Росса і Кетрін Фулкерсон, дочки члена Генеральної асамблеї Міссурі Айзека Фулкерсона. Незабаром після народження Росса його батьки продали будинок в Айові і повернулися в Міссурі, а в 1839 році сім'я переїхала в Республіку Техас і оселилася в колонії Робертсон у пониззі річки Бразос. Через два роки вони приєдналися до семи сімей під проводом капітана Даніеля Монро і оселилися біля сучасного міста Камерон, де отримали 640 акрів (260 га) землі вздовж річки. Їх землі примикали до території команчів і неодноразово зазнали нападів з боку індіанців.
Щоб Лоуренс і його старші брати і сестри могли відвідувати школу, сім'я в 1845 році вирішила переїхати в Остін. Чотири роки потому вони переїхали знову. До цього часу Шеплі Росс став відомим колоністом, і щоб умовити його оселитися в новоствореній громаді Вейко, сім'ї надали чотири ділянки землі, виключні права на експлуатацію поромної переправи через річку Бразос, а також право на купівлю 80 акрів (32 га) сільськогосподарських угідь за ціною один долар за акр. У березні 1849 року сім'я Росів побудувала перший будинок в Вейко — дерев'яну хатину на скелі з видом на джерела, в цьому будинку народилася сестра Лоуренса Кейт.
Щоб продовжити освіту, Росс в 1856 році вступив на підготовче відділення при Бейлорському університеті, незважаючи на те, що він був на кілька років старший, ніж більшість інших студентів. За один рік він пройшов дворічний курс навчання, після чого вступив у Весліанський університет у Флоренс, Алабама. Спочатку Росса не хотіли приймати, так як вважали, що він занадто слабо знає математику, проте, після того, як професор університету погодився давати приватні уроки, університет змінив своє рішення. В університеті студенти жили не в гуртожитку, а в сім'ях відомих громадян, щоб мати можливість щодня навчатися хорошим манерам. Росс жив у родині свого викладача.

### Битва біля села племені уїчита
Влітку 1858 року Росс приїхав на канікули в Техас і відправився в індіанську резервацію Бразос, де його батько служив агентом у справах індіанців. В армію США були покликані індіанці з резерву, щоб допомогти «експедиції Уїчіто» 2-го кавалерійського полку. Експедиція шукала вождя команчів на ім'я Горб Бізона, котрий очолював набіги на техаські поселення, в результаті яких загинули їхні жителі. Побоюючись, що Шеплі Росс за станом здоров'я не зможе командувати експедицією, індіанці вибрали Саллівана Росса своїм новим командиром. З схвалення свого батька Росс-молодший на чолі загону з 135 вояків приєднався до загону майора Ерла Ван Дорна, в якому нараховувалось 225 солдатів.
Розвідники-індіанці виявили загін з 500 команчів, серед яких був Горб Бізона, розташований за межами села племені уїчіта на Індійській території. На початку бою Росс і його люди розігнали індіанських коней, надавши тим самим стратегічну перевагу кінним солдатам армії США. Коли команчі спробували вирватися з місця бою, Росс разом з розвідником 2-го кавалерійського полку лейтенантом Корнеліусом Ван Кампом і одним з його солдатів стали переслідувати групу мирних індіанців, у яких була біла дитина. За наказом Росса солдат схопив дитину, і в цей час вони зіткнулися з загоном з двадцяти п'яти команчів. Ван Камп і солдат були вбиті стрілами, а Росс поранений в плече. Один з команчів підняв карабін вбитого солдата і вистрілив кулею калібру .58 (14,7 мм) у груди Росса. Стрілявшого індіанця, Мохі, Росс знав з дитинства. Коли Мохі підійшов до втратившого свідомість Росса, щоб зняти з нього скальп, його застрелив лейтенант Джеймс Мейджес.
Після п'ятигодинного бою американська армія зламала опір команчів. Горб Бізон втік, проте 70 команчів були вбиті або смертельно поранені, і тільки двоє з них були мирними жителями. Поранення Росса були важкими, його не можна було транспортувати, і він п'ять днів пролежав під деревом на полі бою. Його рани були інфіковані, і Росс просив пристрелити його, щоб позбавити від мук. Через деякий час Росс повністю одужав, однак до кінця року його продовжували мучити сильні болі.
У своїй доповіді Ван Дорн високо оцінив дії Росса. 10 жовтня цей звіт було надруковано в газеті Dallas Herald, інші газети також відзначили мужність Росса. Генерал Вінфілд Скотт дізнався про роль Росса в бою і запропонував йому вступити на військову службу. Бажаючи закінчити освіту, Росс відхилив пропозицію Скотта і повернувся в університет в Алабамі.
В наступному році Росс закінчив Уесліанський університет зі ступенем бакалавра мистецтв і повернувся в Техас. Приїхавши туди, він виявив, що ніхто не зміг відшукати родину білої дівчинки, врятованої ним під час бою біля села племені уїчіта. Він удочерив її і дав їй ім'я Ліззі, на честь своєї нареченої, Ліззі Тінслі.

### Техаські рейнджери

#### Зарахування в загін рейнджерів
На початку 1860 року Росс був зарахований у загін техаських рейнджерів під командуванням капітана Дж. М. Сміта, створений для боротьби з американськими індіанцями. Сміт призначив Росса другим лейтенантом. Коли Сміт пішов на підвищення, загін одноголосно проголосував, щоб новим капітаном став Росс. Разом з іншими загонами рейнджерів він повів своїх людей проти племені кікапу, яке вбило дві білі сім'ї. Плем'я було попереджено про підхід рейнджерів і підпалило прерії. Зіткнувшись з пожежею, рейнджери були змушені повернути назад.
На початку вересня 1860 року Сміт розформував загін Росса, а через тиждень губернатор Сем Г'юстон дозволив йому набрати новий загін з 60 кінних добровольців для захисту поселень біля Белкнапу від індіанських атак. 17 жовтня Росс і його люди прибули в форт Белкнап, проте місцеві жителі, яких вони поклялися захищати, зустріли їх резолюцією, в якій попросили Росса подати у відставку і виїхати. Вони думали, що набіги робили індіанці з резервацій, і боялися, що Росс не зможе їх захистити за дружніх з ними відносин.

#### Битва біля річки Піз
Наприкінці жовтня і в листопаді 1860 року команчі на чолі з Петою Нокона неодноразово здійснювали напади на поселенців, один з яких завершився жорстоким вбивством вагітної жінки. Дізнавшись про це, Х'юстон послав кілька загонів з 25 осіб на допомогу Россу. Один із загонів вистежив загарбників в їх зимовому таборі, розташованому на березі річки Піз. Загону довелося повернутися, щоб набрати ще бійців. Росс попросив допомоги у армії США, розквартированої в Кемп-Купер, і йому виділили 21 солдата.
11 грудня, одразу прибули солдати, 39 рейнджерів на чолі з Россом вирушили до табору команчів. 13 грудня, коли до них приєдналися ополченці, чисельність загону склала 69 осіб. Через кілька днів ополченці зробили привал, щоб дати перепочити коням, а рейнджери і солдати продовжили шлях. Коли вони наблизилися до поселення, Росс особисто провів розвідку. Під прикриттям пилової бурі Росс зміг наблизитися до поселення на відстань близько двохсот метрів і побачив, що індіанці готуються до переїзду на інше місце. Розуміючи, що його власні коні також втомилися після тривалого переходу, Росс вирішив атакувати негайно, не чекаючи ополченців. Росс разом з рейнджерами завдав удару по табору, в той час як солдати зайняли позицію за грядою піщаних дюн на північному заході, відрізаючи відхід команчів.

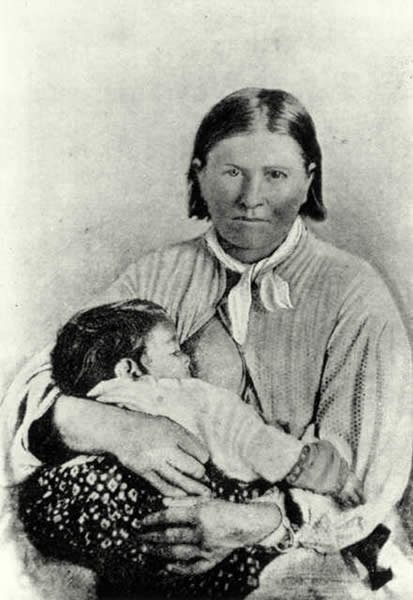
Синтія Енн Паркер

Після запеклого бою команчі втекли. Росс з кількома рейнджерами погналися за вождем і ще однією індіанкою. Коли рейнджери наблизилися, індіанка сповільнила крок і підняла над головою дитину. Солдати не стали стріляти і оточили індіанку. Росс продовжував переслідувати вождя і здійснив три постріли. Навіть впавши з коня, вождь відмовлявся здаватися. Кухар Росса Антон Мартінес, який був в полоні у загону Пета Нокона, упізнав останнього у вождеві. З дозволу Росса Мартінес застрелив його. Більша частина загону Нокони була винищена, також були вбиті 13 жінок. Люди Росса не постраждали.
Ополченці прибули на поле битви, коли бій уже закінчився. Хоча спочатку вони привітали Росса з перемогою, деякі скаржилися, що Росс висунувся вперед, щоб не ділитися славою і трофеями.
Коли Росс повернувся в наметовий табір, він зауважив, що у захопленої жінки були блакитні очі. Жінка не говорила англійською і не пам'ятала своє ім'я і подробиці свого життя до потрапляння до команчів. Після довгих розпитувань вона змогла розповісти деякі подробиці своєї неволі, коли вона була дитиною. Подробиці відповідали тому, що Росс знав про різанину у Форт-Паркері в 1836 році, тому він викликав полковника Айзека Паркера, щоб впізнати жінку. Коли Паркер зазначив, що його викрадену племінницю звали Синтія Енн Паркер, жінка вдарила себе в груди і сказала: «Я Синтія Енн». Згодом Синтія Паркер не повернулася до команчів, однак не вважала себе щасливою, живучи в новому місці.
Також під час нападу був знайдений у високій траві дев'ятирічний індіанський хлопчик, який переховувався. Росс взяв його до себе і дав йому ім'я Піз. Хоча пізніше йому дозволили повернутися до команчів, Піз вирішив залишитися і був вихований Россом.
Битва біля річки Піз закріпила славу Росса. Однак після його смерті син Нокони, Куана Паркер, стверджував, що його батько не брав участі в битві і помер через три або чотири роки. Куана говорив, що замість його батька був застрелений мексиканський бранець Хо Нокона, який був слугою Синтії Паркер.

#### Відставка
Коли Росс повернувся додому, Сем Г'юстон попросив його розпустити загін і сформувати новий з 83 осіб, пообіцявши дати письмове розпорядження найближчим часом. Поки Росс займався цією реорганізацією, Х'юстон призначив своїм новим ад'ютантом капітана Вільяма Дэлримпла. Не знаючи усних розпоряджень Х'юстона, Делрімпл піддав різкій критиці дії Росса. Росс завершив реорганізацію загону, після чого повернувся в Вейко і подав у відставку. Х'юстон запропонував Россу посаду ад'ютанта у званні полковника, однак той відмовився.

### Громадянська війна

#### Вступ на військову службу
На початку 1861 року, після того як Техас проголосував за відділення від США і приєднання до Конфедерації, брат Росса, Пітер, почав вербування чоловіків у новий загін. Незабаром після того, як Росс був зарахований рядовим в загін свого брата, губернатор Едвард Кларк попросив його негайно відправитися на Індіанську територію, провести переговори з п'ятьма цивілізованими племенами і умовити їх не допомагати армії Союзу. Через тиждень після свого весілля з Ліззі Тінслі, яка відбулася 28 травня, Росс відправився на індіанську територію. Приїхавши в резервацію Уошита, він виявив, що представники Конфедерації вже підписали попередню угоду з племенами.
Росс повернувся додому через кілька місяців. У середині серпня він виїхав зі своїм загоном в Міссурі, залишивши дружину з її батьками. 7 жовтня його загін був перейменований в роту «G» полку Стоуна, що пізніше став відомим як 6-й техаський кавалерійський полк, а Россу було присвоєно звання майора. У листопаді 1861 року генерал Бенджамін Маккаллох, з яким він разом служив в техаських рейнджерах, двічі посилав Росса розвідати сили противника в районі Спрінгфілда. Обидва рази Росс успішно минув частини федеральної армії, збирав інформацію і повертався назад. Після виконання завдань йому було надано 60-денну відпустку, і Росс повернувся додому, щоб провідати дружину.

#### Дійсна військова служба
На початку 1862 року Росс повернувся до своїх обов'язків, а вже в кінці лютого очолив загін з 500 чоловік, який здійснив напад на армію Союзу. Вони заглибилися на 110 км в тил ворога, де зібрали інформацію, знищили кілька валок провіанту, захопили 60 коней і мулів, а також полонили 11 осіб. В наступному місяці полк очолив генерал-майор Ерл Ван Дорн, з яким Росс служив під час битви біля села племені уїчіти. Полк під командуванням Ван Дорна зазнав поразки в битві під Пі-Ріджем. Росс звинуватив у цій поразці генерала, так як той відправив у бій втомлених і голодних солдатів і не зумів належним чином скоординувати план нападу. У квітні загін був направлений в Де-Арк, Арканзас. Через нестачу кормів Росс наказав поспішити і відправити коней назад в Техас. Загін, тепер пішим ходом, відправився в Мемфіс, штат Теннессі, прибувши туди через два тижні після битви під Шайло. Незабаром Росс сильно застудився, хвороба супроводжувалася затяжною лихоманкою. Він прохворів вісім тижнів і до моменту одужання важив всього 57 кг.

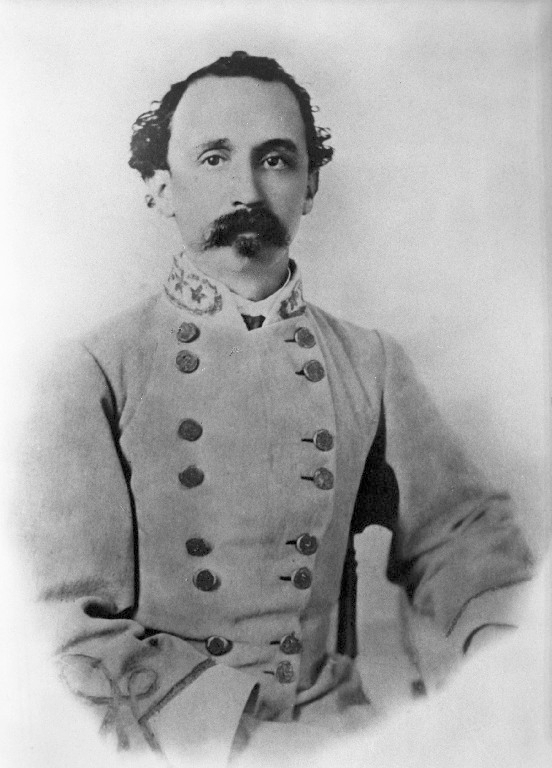
Росс у військовій формі (1860-ті роки)

В 1862 році, незважаючи на протести Росса, солдати обрали його полковником 6-го кавалерійського полку. Він не хотів брати на себе відповідальність і не хотів засмутити свого друга, який також прагнув командувати полком. Бригадний командир, генерал Чарльз Файфер, часто відсутній, залишаючи Росса своїм заступником. Дії Росса справили враження на інших офіцерів, і влітку 1862 року його кілька разів висували до підвищення у званні до бригадного генерала. Хоча в той час його не справили в генерали, його підрозділ було одним з 8-10 кавалерійських загонів в регіоні, яким було обіцяно повернення коней.
Ще не отримавши коней, його полк взяв участь у битві під Корінтом. Техасці під командуванням Росса двічі захоплювали батарею Робінетта. Однак через відсутність підкріплення вони кожен раз були змушені відступити. Під час бою Росс, який придбав коня, був вибитий з сідла. Його люди були впевнені, що він загинув, проте Росс залишився живий і навіть не отримав поранень. Армія Конфедерації відступила з поля бою і зіткнулася з переважаючими силами Союзу під час битви під Гатчіс-Бриджем. 700 стрільців під командуванням Росса протягом трьох годин стримували 6500 солдатів противника, відбивши три атаки.
Коні 6-го кавалерійського полку прибули незабаром після битви, і полк був переведений до складу кавалерійської бригади полковника Вільяма Джексона. У листопаді 1862 року Россу дозволили на кілька тижнів залишити службу, щоб провідати дружину, і він повернувся в свій полк у середині січня 1863 року. Кілька місяців потому його підрозділ брало участь у битві біля Томпсонс-Стейшен. У липні генерал-майор Стівен Лі об'єднав 6-й техаський кавалерійський полк і 1-й Міссісіпський кавалерійський полк полковника Р. Пінсона і призначив Росса командиром нової бригади. В цей же час Росс отримав звістку про смерть своєї першої дитини, який, можливо, був мертвонародженим.
Росс знову захворів у вересні 1863 року. З 27 вересня по березень 1864 року у нього кожні три дні повторювалися напади лихоманки і озноб, які були симптомами триденної малярії. Незважаючи на хворобу, Росс не пропустив жодного дня служби, а на початку 1864 року він був проведений в бригадні генерали, ставши одним з наймолодших генералів в армії конфедератів. Після підвищення Росса бойовий дух його загону покращився, і всі його солдати залишилися на надстрокову службу.
У березні 1864 року поблизу Язу-Сіті (Міссісіпі) бригада Росса вперше билася проти чорношкірих солдатів. В результаті запеклого бою конфедерати здобули перемогу. Під час переговорів про капітуляцію офіцер Союзу звинуватив техасців у вбивстві декількох захоплених в полон чорношкірих солдатів, на що Росс відповів, що двоє його людей теж були вбиті після капітуляції військ Союзу.
Починаючи з травня, бригада витримала 112 днів безперервних сутичок з противником. Хоча більшість сутичок були невеликими, до кінця періоду поранення і дезертирство скоротили чисельність полку на 25 %. В кінці липня в битві біля Браунз-Мілл Росс був узятий у полон, однак його відбили завдяки успішній контратаці кавалерії конфедератів.
Їх останньою великою військовою кампанією була Франклін-Нашвілльська кампанія у листопаді та грудні 1864 року. З початку листопада по 27 грудня люди Росса захопили 550 полонених, кілька сотень коней, а також достатню кількість теплого одягу і ковдр, щоб пережити холодну зиму. Тільки 12 солдатів Росса були вбиті, 70 поранені і 5 потрапили в полон.

#### Капітуляція
13 березня 1865 року Россу дали 90-денну відпустку. До того часу він взяв участь у 135 боях, під ним п'ять разів убивали коня, але він уникнув серйозних поранень. Росс поспішив додому в Техас, щоб провідати дружину, яку він не бачив два роки. Коли він був вдома, армія КША капітулювала. Росс не приєднався до свого полку, коли він здався в Джексоні, Міссісіпі, 14 травня 1865 року. Так як він не був присутній при капітуляції, Росс не отримав посвідчення про умовне звільнення, який захистив би його від арешту. Як офіцер армії КША у званні вище полковника, Росс також не потрапляв під прокламацію про амністію президента Ендрю Джонсона від 29 травня 1865 року. Щоб не допустити свого арешту і конфіскації майна, Росс 4 серпня 1865 року звернувся з проханням про прощення за свою зраду проти США. Джонсон особисто задовольнив прохання Росса 22 жовтня 1866 року, але офіційно вона набула чинності лише в липні 1867 року.

### Фермерство і початок державної служби
До моменту закінчення громадянської війни Россу було всього 26 років. Йому належало 160 акрів (65 га) сільськогосподарських угідь вздовж річки Боскі на захід від Вейко і 5,41 акра (2,19 га) в центрі міста. У перший раз вони з дружиною змогли побудувати власний будинок. Протягом наступних 17 років у них народилося вісім дітей:
| Мервін                | нар. 2 січня 1866    | пом. 1883 |
| Лоуренс Салліван-мол. | нар. 25 липня 1868   |           |
| Флорін                | нар. 3 жовтня 1870   |           |
| Харві                 | нар. 5 березня 1873  |           |
| Френк                 | нар. 27 квітня 1875  |           |
| Елізабет              | нар. 24 квітня 1878  |           |
| Джеймс Тінслі         | нар. 30 грудня 1880  | пом. 1881 |
| Невілл П.             | нар. 23 березня 1882 |           |

Незважаючи на помилування, Першим законом про Реконструкцію від 2 березня 1867 року Россу було заборонено голосувати і виступати як присяжному засідателю. Цей закон і Додатковий закон про Реконструкцію, прийнятий через три тижні, позбавили громадянських прав тих, хто займав державні посади до підтримки Конфедерації.
Реконструкція не завдала шкоди власності Росса, і завдяки важкій праці він незабаром досяг успіху. Після закінчення війни Росс купив у своїх батьків за 1500 доларів 20 акрів (8,1 га) землі в Вейко. У травні 1869 року він купив ще 40 акрів (16 га) сільськогосподарських угідь за 400 доларів, а в наступному році його дружина успадкувала 186 акрів (75 га) сільськогосподарських земель, що належали її батькові. Росс продовжував купувати землю, і до кінця 1875 року він володів більш ніж 1000 акрів (400 га) сільськогосподарських угідь. Крім сільського господарства, Росс з братом Пітером займалися розведенням великої рогатої худоби шортгорнської породи. Незабаром Росс заробив достатньо грошей, щоб побудувати будинок у Вейко і відправити дітей в приватну школу.
У 1873 році Реконструкція в Техасі підійшла до кінця. У грудні Росс був обраний шерифом округу Мак-Леннан «без виборчої кампанії або інших клопотань». Росс відразу ж призначив свого брата Пітера помічником шерифа, і за два роки вони заарештували понад 700 злочинців. У 1874 році Росс допоміг створити Асоціацію шерифів Техасу. У серпні 1874 року, після того як багато газет штату надрукували новину про засідання, в Корсикані зібралися шерифи 65 округів Техасу. Салліван став одним з трьох членів комісії, які підготували кінцеву резолюцію. З'їзд прийняв резолюцію, в якій делегати просили в певних обставинах збільшити зарплату шерифу, засудили самосуд і запропонували змінити законодавство таким чином, щоб при арешті шерифам можна було при необхідності застосовувати силу «щоб примусити злочинців підкорятися закону».
Росс пішов з посади шерифа в 1875 році і незабаром був обраний делегатом конституційного конвенту Техасу. Він був членом кількох комітетів, зокрема комітету з доходів та оподаткування, спеціального комітету з прикордонних питань, комітету з освіти і постійного комітету з законодавчої влади. За 68 днів, протягом яких проходив конвент, Росс взяв участь у 63 засіданнях, проголосував 343 рази і пропустив чи утримався від голосування лише 66 разів.
Після закінчення конвенту Росс повернувся додому і чотири роки займався сільським господарством. У 1880 році він випадково став кандидатом в Сенат Техасу від 22-го округу. Збори по висуненню кандидата зайшло в глухий кут, так як ні один з двох претендентів не зміг набрати дві третини голосів. Як компроміс, один з делегатів запропонував призначити кандидатом Росса. Хоча ніхто не запитав Росса, чи він хоче балотуватися, делегати обрали його своїм кандидатом. Росс погодився з висуванням своєї кандидатури, щоб не створювати проблем і не скликати повторні збори.
Росс переміг на виборах з великою перевагою. Незабаром після приїзду Росса в Остін помер його молодший син. Йому довелося на тиждень повернутися додому, щоб бути присутнім на похоронах і допомогти доглядати за іншим сином, який був серйозно хворий. Після повернення до столиці штату Росс був призначений в комітети у справах освіти, внутрішнього розвитку, фінансів, пенітенціарних установ, з військових питань (де був головою), державних справ, непередбачених витрат, тваринництва, сільськогосподарських справ і законів, готових до підписання. Від імені 500 громадян округу Мак-Леннан він вніс пропозицію, щоб на наступне голосування було включено питання про введення «сухого закону». Законодавче збори погодилися з цією пропозицією.
У листопаді 1881 року пожежа знищила будівлю Капітолія, і Росс в квітні 1882 року скликав спеціальну сесію, на якій було вирішено побудувати нову будівлю. Ближче до кінця спеціальної сесії Сенат прийняв закон про перерозподіл, яким чотирирічний сенатський термін був скорочений до двох років. Росс відмовився балотуватися на черговий термін.

### Губернатор

#### Вибори
На початку 1884 року друзі Росса, в тому числі Віктор М. Роуз, редактор газети у Вікторії, закликали Росса балотуватися на пост губернатора. Він відмовився і попросив свого друга Джорджа Кларка відвідати з'їзд Демократичної партії штату, щоб запобігти висунення Росса кандидатом в губернатори. Кларк пред'явив лист Росса, в якому той просив висунути іншу кандидатуру. Наприкінці 1885 року Росс передумав і 25 лютого 1886 року оголосив, що буде балотуватися на посаду губернатора. Під час передвиборної кампанії його неодноразово звинувачували у зв'язках з партіями гринбекерів, республіканців і масонами. Росс витратив гроші тільки на дорожні витрати, але все одно легко виграв висунення як кандидат від Демократичної партії. На загальних виборах він набрав 228 776 голосів, кандидат від республіканців — 65 236 голосів, а кандидат від партії «сухого закону» — 19 186 голосів. Найбільшу підтримку Росс отримав від ветеранів конфедерації.
Росс став 19-м губернатором Техасу. Його інавгурація відбулася в нещодавно відкритому готелі «Дрискілл», що стало традицією для наступних техаських губернаторів. Згідно конституції Техасу 1876 року, яку Росс допоміг написати, губернатор ставав головнокомандувачем, отримував право скликати законодавчі збори, керувати торгівлею з іншими штатами, милувати злочинців і накладати вето на законопроєкти. Передвиборна кампанія Росса загострювала увагу на землевласницької реформи, так як у той час було багато розбіжностей щодо використання громадських земель, особливо між фермерами і власниками ранчо в питаннях, пов'язаних з правами на воду і випасом худоби. За наполяганням Росса легіслатурою були прийняті закони, відновивши владу керівника земельного управління і забезпечили покарання для тих, хто незаконно користувався землями штату, а також був складений каталог громадських земель.

#### Другий термін
У травні 1888 року Росс був головою на церемонії відкриття нової будівлі Капітолія Техасу. У тому ж році він практично на безальтернативній основі був висунутий на другий губернаторський термін. Його передвиборна програма включала скасування системи національних банків, регулювання монополій, зниження тарифів, а також дозвіл саморегуляції залізниць з допомогою конкуренції. Більше ніхто з демократів не висунув свою кандидатуру на партійному з'їзді, республіканці також не обирали кандидата, так як були задоволені роботою Росса. Єдиним конкурентом Росса на виборах став представник партії «сухого закону», якого він обійшов на 151 000 голосів.
Під час другого терміну на посаді губернатора Росс був змушений втрутитися у конфлікт в окрузі Форт-Бенд, відомий як «війна сойок і дятлів». Шериф Джим Гарві боявся, що почнеться збройне протистояння між двома фракціями Демократичної партії — білими расистами («сойки») і відомим як «дятли» й надалі зберігало політичну владу в окрузі незважаючи на закінчення Реконструкції блоком афроамериканців і білих супротивників сегрегації, багато з яких передувала епоху Реконструкції були членами Республіканської партії. На прохання Гарві Росс надіслав два поліцейські загони, які змогли встановити перемир'я на чотири місяці.
В серпні 1889 року Росс направив чотирьох техаських рейнджерів, серед яких був сержант Айра Атен. Під час придушення заворушень було вбито чотири і поранено шість чоловік, у тому числі, один рейнджер. Атен звернувся до Росса за допомогою. На наступний ранок прибула Houston Light Guard, і був введений воєнний стан. Увечері того ж дня приїхав Росс з помічником Генерального прокурора штату і ще одним загоном міліції. Він звільнив усіх місцевих чиновників і закликав представників обох ворогуючих фракцій разом обрати нового шерифа, який би замінив убитого в перестрілці Гарві. Після того, як ворогуючі сторони не змогли домовитися, Росс запропонував кандидатуру Атена. Врешті-решт обидві фракції погодилися, і конфлікт був припинений. Завдяки тому, що на праймеріз Демократичної партії було дозволено голосувати тільки білим, «дятли» втратили владу в окрузі.
У березні 1890 року генеральний прокурор США подав проти Техасу позов у Верховний суд, щоб визначити право власності на спірну земельну ділянку в окрузі Грир площею 1,5 млн акрів (6100 км²). Сповнений рішучості особисто зустрітися з генеральним прокурором, Росс разом з дружиною відправився до Вашингтона, де вони відвідали президента Бенджаміна Гаррісона в Білому домі. Потім вони поїхали в Нью-Йорк, де зустрілися з колишнім президентом Гровером Клівлендом. Під час перебування у Нью-Йорку Росс був дуже популярний у журналістів. Він дав інтерв'ю кільком великим газетам, які детально висвітлили багато з його подвигів. За словами його біографа Джудіт Бреннер, поїздка і висвітлення життя Росса «порушили серед жителів східних регіонів інтерес до Техасу, що в підсумку призвело до збільшення інвестицій, туризму та імміграції».
Росс відмовився стати першим губернатором Техасу, що балотуватиметься на третій термін, і 20 січня 1891 року пішов з посади. За чотири роки перебування на посаді губернатора він наклав вето лише на десять законопроєктів і помилував 861 людини. Порівняно з іншими губернаторами Техасу, це невелика кількість: губернатор Міріам Фергюсон всього за два роки помилувала 1161 людини.

#### Законодавча діяльність
Під час перебування на посаді Росс запропонував реформувати податкове законодавство, щоб забезпечити точнішу оцінку майна — в той час дозволялося оцінювати свою власність за відсутності зовнішнього контролю. Законодавчі збори штату прийняло його рекомендації, а також схвалив його план щодо посилення контролю за шкільними засобами та запровадження місцевого податку для підтримки державних шкіл. Росс також закликав законодавчу владу прийняти антимонопольні закони. Вони були прийняті 30 березня 1889 року, за рік до затвердження федеральним урядом антимонопольного закону Шермана.
Під час губернаторства Росса легіслатура дозволила громадянам проголосувати з приводу поправки до конституції штату про заборону алкоголю. Росс був категорично проти цього, стверджуючи, що «жоден уряд ніколи не вдавалося змінити моральні переконання своїх громадян шляхом застосування сили». Поправка була відхилена з перевагою в 90 000 голосів.
До того, як Росс став губернатором, у штаті було всього чотири благодійні заклади: дві психіатричні лікарні, товариство сліпих, товариство глухонімих. До того часу, як він покинув свій пост, були відкриті сирітський притулок, товариство сліпих та глухонімих чорношкірих дітей і притулок для душевнохворих. Росс також переконав законодавчі збори виділити 696 акрів (282 га) землі поблизу Гейтсвілла для організації виправного закладу у вигляді ферми для неповнолітніх правопорушників.
Росс став першим губернатором, виділила окремий день для поліпшення міст, оголосивши третю п'ятницю січня Днем посадки дерев. Він також підтримав зусилля законодавчих зборів з придбання картинної галереї Гаддла, колекції портретів губернаторів штату. Ці картини досі експонуються в ротонді Капітолія Техасу.

### Президент коледжу

#### Призначення

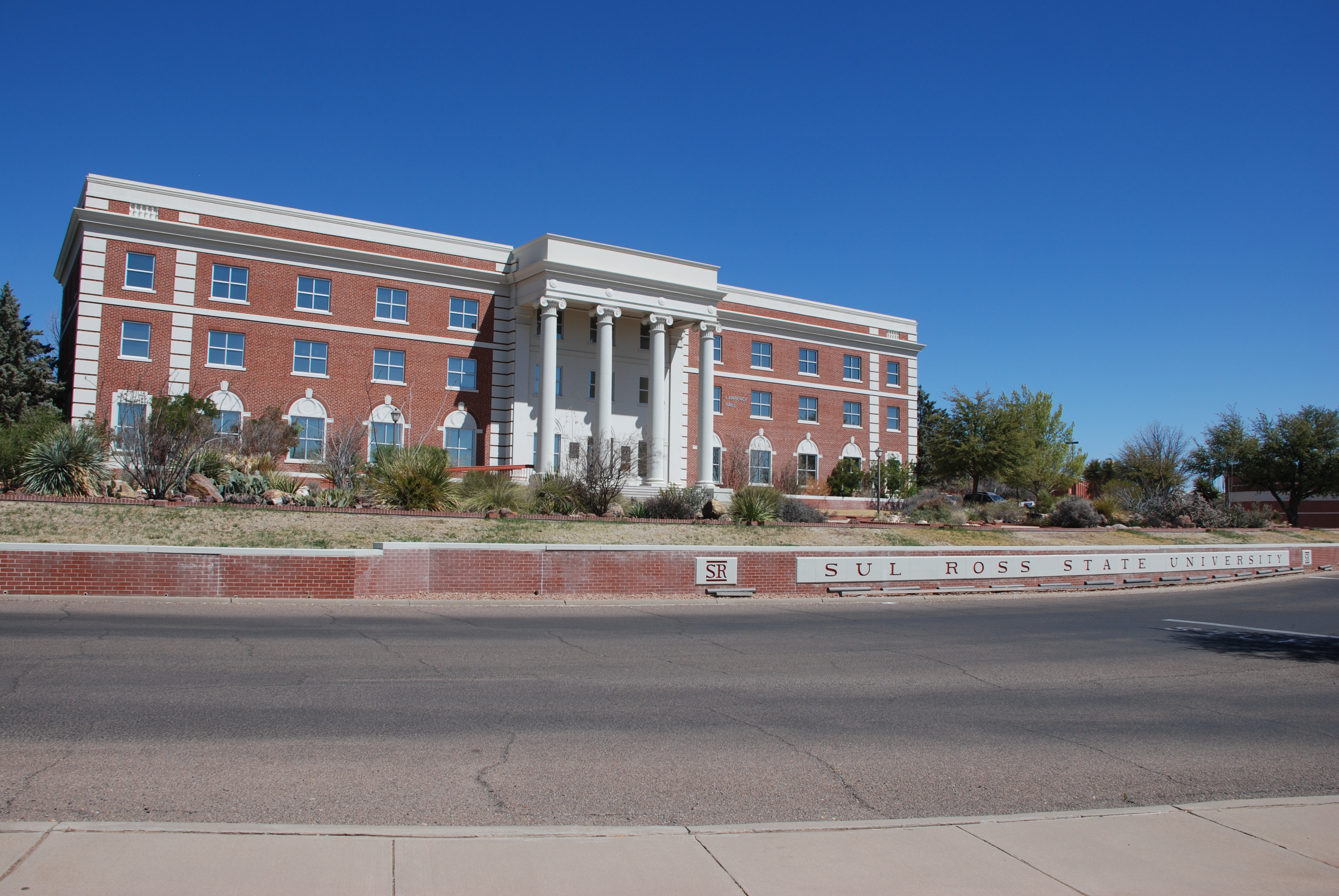
Одне з будівель університету Сала Росса в Алпайні

Наприкінці 1880-х років було багато чуток про «незадовільному управлінні, невдоволення студентів та професорів, відсутність єдності у викладацькому складі, проблеми з дисципліною і скандалах на території» в Аграрно-механічному коледжі Техасу (нині Техаський університет A&M). Громадськість скептично ставилася до ідеї наукового підходу в сільському господарстві, і законодавчі збори відмовилася виділяти кошти на поліпшення території університету, оскільки не довіряла адміністрації коледжу.
Рада директорів вирішила, що коледжу потрібен незалежний керівник, і 1 липня 1890 року одноголосно підтримав ідею запропонувати цю роботу Россу, який в той час був чинним губернатором, і попросив його негайно подати у відставку. Росс погодився розглянути цю пропозицію, а також деякі інші, які до нього надійшли. В цей же час кілька газет отримали анонімне повідомлення про те, що Россу запропонували стати президентом A&M, після чого вони надрукували статті, в яких вказували, що він ідеально підходить на цю посаду, так як коледж був заснований для навчання сільськогосподарським і військовим наукам, а Росс продемонстрував відмінні якості і військового, і фермера. Крім того, на губернаторській службі він відточив управлінські навички, а також завжди виявляв інтерес до освіти.
Росс був занепокоєним виникненням конфлікту інтересів, так як він призначив багатьох членів ради директорів, які, в свою чергу, голосували за його обрання. Однак, незважаючи на це, він оголосив, що приймає пропозицію. Як тільки новина про його призначення поширилася по всьому штату, в коледж почали з'їжджатися абітурієнти. Багато чоловіків, які служили під час Громадянської війни під керівництвом Росса, хотіли, щоб їх сини вчилися в їх колишнього командира. У 1890 році в коледж намагалися вчинити 500 осіб, і тільки 316 з них були прийняті, хоча коледж був розрахований на 250 студентів. Коли Росс офіційно очолив школу 2 лютого, він зіткнувся з відсутністю водопроводу, браком житла, невдоволенням викладацького складу і зухвалими студентами.

#### Поліпшення

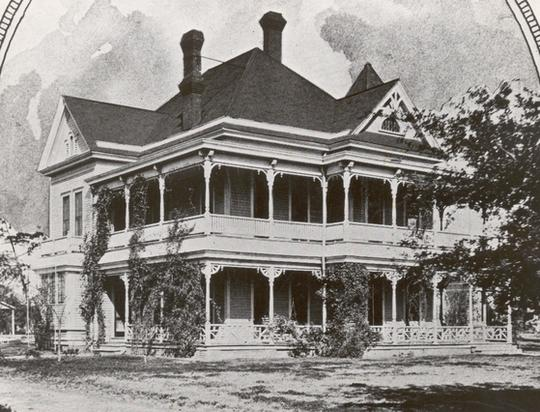
Росс став першим президентом коледжу, що жили в цьому тільки що побудованому будинку

Рада директорів призначив Росса скарбником коледжу, і йому було виділено 20 000 доларів «для чесного виконання свого обов'язку». Під час канікул їм було ініційовано кілька змін. Коли в 1891 році студенти повернулися до початку нового навчального року, вони виявили новий триповерховий гуртожиток на 41 кімнату (воно отримало назву «Хол Росса»), також було розпочато будівництво нового будинку президента коледжу і нової будівлі для механічної майстерні та кузні. Мінімальний вік для абітурієнтів був знижений з 16 до 15 років, і Росс став особисто проводити співбесіду із вступниками. Плата за навчання зросла на 10 доларів за навчальний триместр, також було збільшено кількість навчальних годин, необхідних для закінчення коледжу, в тому числі з англійської граматики, природничих наук, математики та історії. Крім того, Росс став особисто призначати офіцерів Корпусу кадетів, а назва роти кращих в стройовій підготовці кадетів було змінено з «Добровольці Скотта» на «Добровольці Росса». Нарешті, Росс офіційно заборонив дідівщину, пообіцявши вигнати будь-якого студента, визнаного винним у її застосуванні. Хоча Росс робив вигляд, що отримує задоволення від своєї нової посади, він писав кільком людям, що управління коледжем «швидко змусило його посивіти».
Кількість абітурієнтів продовжувала зростати, і до кінця свого перебування на посаді Росс попросив батьків перед відправкою синів в коледж спочатку звертатися в його офіс. Збільшення кількості студентів вимагало поліпшення інфраструктури, і з кінця 1891 року по вересень 1898 року коледж витратив більше 97 000 доларів на модернізацію наявних і спорудження нових будівель: їдальні на 500 осіб, лазарету, в якому були перші внутрішні туалети на території кампусу, артезіанської свердловини, критого плавального басейну, будівель чотирьох факультетів, електроосвітлювальної установки, пральні, холодильної комори, бойні, гімнастичного залу, товарного складу та артилерійського депо. Незважаючи на збільшення витрат на будівництво в 1893 і 1894 роках бюджет коледжу був профіцитним. У фінансовому звіті за 1894 рік надлишок коштів був приписаний грамотному керівництву Росса, і він залишилися гроші повернув студентам у вигляді зниження плати за навчання.

#### Росс і студенти
Росс був доступний для студентів і по мірі можливостей брав участь в шкільних заходах. Люди які його оточували не могли пригадати, щоб він грубіянив або був розсерджений. Росс щомісяця готував на кожного студента аркуші з оцінками, а невстигаючих учнів запрошував до себе в офіс, щоб разом обговорити їхні проблеми. Під час його керівництва особливе значення було надано військовому аспекту коледжу. Тим не менш, він усунув багато порядків, які вважав непотрібними, у тому числі пересування стройовим кроком на заняття. Росс також скоротив час несення варти і кількість занять стройовою підготовкою.
Хоча в коледж брали тільки юнаків, Росс підтримував спільне навчання, так як вважав, що на кадетів «хороші дівчатка можуть надати ушляхетнювальний вплив». Першою дівчиною, яка почала відвідувала заняття і допомагати редагувати щорічник, стала в 1893 році дочка професора коледжу Етель Хадсон. У 1895 році вона стала почесним членом класу. Через кілька років, в 1903 році, почесними членами стали її сестри-близнюки, і поступово іншим дочкам професорів було дозволено відвідувати заняття.
За 7,5 років перебування Росса на посаді президента в коледжі сформувалися багато традиції, які продовжують існувати до цього дня. До них відносять «Перстень аграрія», який носять студенти і випускники університету A&M, і Fightin' Texas Aggie Band — офіційний оркестр університету A&M, найбільший військовий оркестр у світі, що складається з більш ніж 300 юнаків і дівчат. Також за часів Росса був проведений перший міжуніверситетський футбольний матч проти команди Техаського університету в Остіні. В цей період часу були створені багато студентські організації, зокрема «Клуб товстунів», «Клуб кривоногих», «Клуб хористів» (нині відомий як Singing Cadets), «Клуб велосипедистів» і «Театральний клуб коледжу». У 1893 році студенти почали видавати щомісячну газету The Battalion, а два роки потому — щорічник The Olio.

### Останні роки і смерть

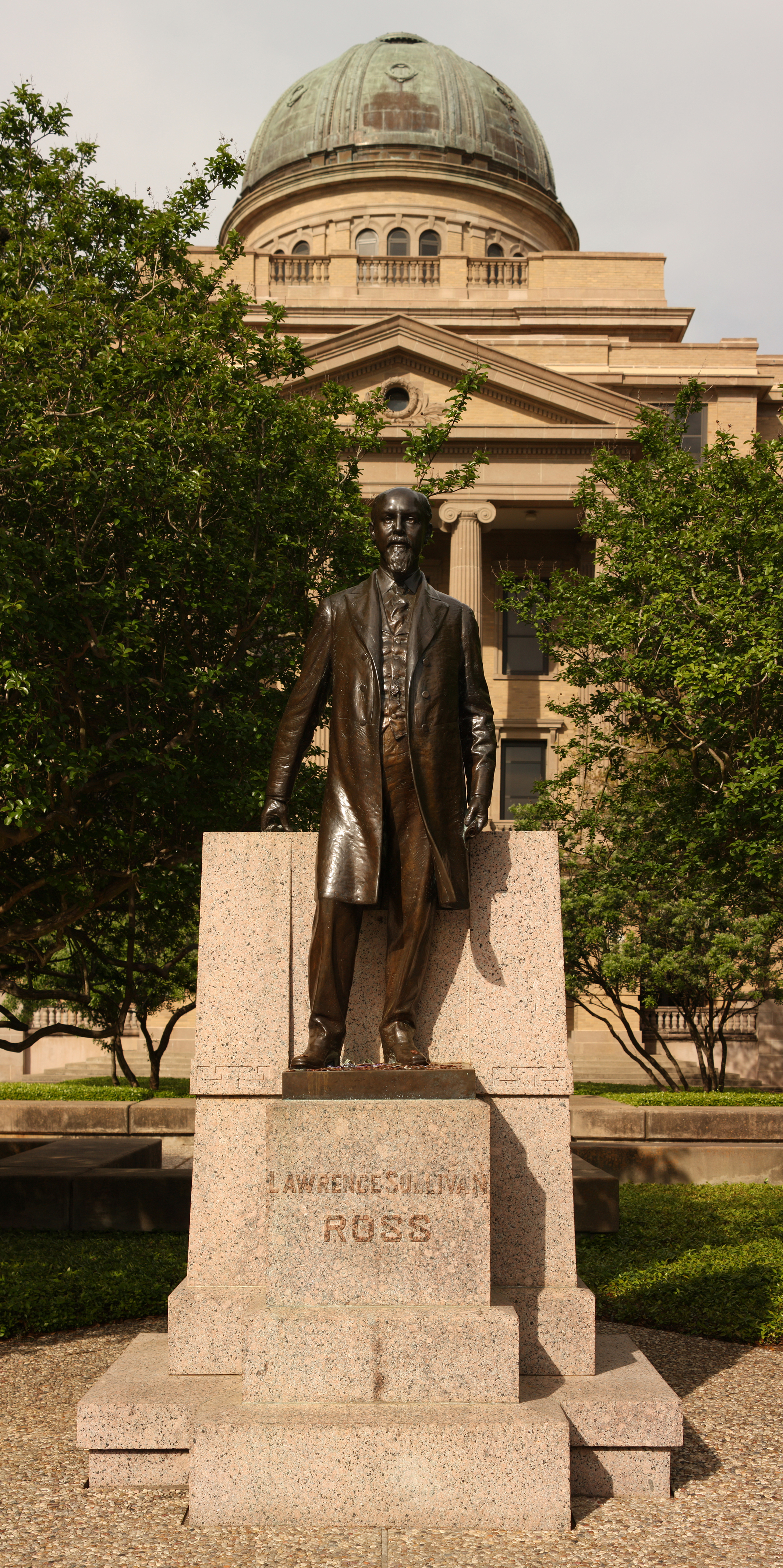
Пам'ятник Россу в університеті Техасу A&M

Росс продовжував брати активну участь у діяльності ветеранських організацій і в 1893 році став першим командиром техаського підрозділу Об'єднання ветеранів Конфедерації. Він кілька разів переобирався президентом і один термін служив головнокомандувачем всієї організації. Протягом цього часу філія організації Об'єднання дочок Конфедерації у Брайана носив назву L. S. Ross Chapter.
У 1894 році Россу запропонували увійти до складу Залізничної комісії Техасу. Поки він розмірковував, чи піти у відставку і прийняти пропозицію, в його офіс прийшло багато листів і петицій з проханнями залишитися в коледжі. Росс відмовився від призначення і залишився президентом коледжу.
Росс завжди був завзятим мисливцем і під час різдвяних канікул у 1897 році разом з сином Невілом і декількома друзями сім'ї відправився на полювання до річки Навасота. Під час полювання у Росса почалися гострий розлад шлунка і сильний озноб, через що він вирішив повернутися додому, в той час як інші продовжили полювати. 30 грудня він прибув у Коледж-Стейшен і звернувся до лікаря. Болі тривали протягом декількох днів, і ввечері 3 січня 1898 року Росс помер у віці 59 років і 3 місяців. Ймовірною причиною смерті названо серцевий напад. Тіло Росса в супроводі студентів коледжу було перевезено в Вейко, де його зустрів почесний караул з ветеранів конфедерації в сірих мундирах. Росс був похований на цвинтарі Оквуд. На його похоронах були присутні кілька тисяч осіб. Щоб увічнити його пам'ять, студенти вирішили провести в коледжі церемонію Silver Taps, яка стала почесною традицією і проводиться, коли вмирає студент або випускник університету.

### Спадщина
На наступний ранок після смерті Росса в газеті The Dallas Morning News вийшла стаття, яку цитують його біографи:
Через кілька тижнів колишні кадети коледжу почали збирати кошти на пам'ятник. В 1917 році штат виділив 10 000 доларів, і через два роки 10-футова (3 м) статуя Росса роботи скульптора Помпео Коппіні була відкрита в центрі кампусу A&M. В останні роки в університеті з'явилася нова традиція: студенти на щастя перед іспитами почали залишати біля підніжжя статуї монети. Університетська легенда свідчить, що Росс часто давав приватні уроки, а як оплату символічно брав один цент. Під час іспитів його статуя часто завалена дріб'язком.
Виділивши гроші на пам'ятник, законодавчі збори штату також ухвалили рішення заснувати Педагогічний коледж Сала Росса (нині Університет Сала Росса) в Алпайні, який почав роботу в червні 1920 року.